# Ray (film)
Ray is een Amerikaanse biografische film uit 2004 over het leven van de blinde Amerikaanse rhythm and blues artiest Ray Charles. De film, met Jamie Foxx in de hoofdrol, werd geregisseerd door Taylor Hackford. Jamie Foxx won voor zijn titelrol een Oscar voor Beste Acteur.

## Verhaal
Ray Charles (Jamie Foxx) werd geboren in Georgia en groeide op in Florida. Hij werd blind op zijn zevende, maar dankzij zijn gedreven moeder en zijn enorme talent weet hij een eigen geluid te creëren dat Amerika zal veroveren.
Ray besluit om te verhuizen naar Seattle om te gaan spelen in een club. Hij heeft geen geluk met de keuze van zijn managers en ook zijn blindheid schrikt mensen af. Maar zijn muziek blijft mensen aanspreken en hij wordt ontdekt door Atlantic Records. Hij krijgt de kans zijn eigen muziek te schrijven en wordt direct een groot succes. Ook trouwt hij met zangeres Bella Beatrice Antwine (Kerry Washington), maar door zijn zwakheid voor andere vrouwen en drugs gaat het langzaam de verkeerde kant op.

## Rolverdeling
| Acteur           | Personage          |
| ---------------- | ------------------ |
| Jamie Foxx       | Ray Charles        |
| Kerry Washington | Della Bea Robinson |
| Regina King      | Margie Hendricks   |
| Richard Schiff   | Jerry Wexler       |
| Larenz Tate      | Quincy Jones       |
| Clifton Powell   | Jeff Brown         |
| C.J. Sanders     | Young Ray Charles  |
| Curtis Armstrong | Ahmet Ertegün      |

## Citaten
- Ray Charles: Don't jive me, man.
- Della Bea Robinson: If only your mama was here. 
Ray Charles: She's here. She ain't never left.
- Ahmet Ertegün: If you think pennies, Mr. Charles, you get pennies. If you think dollars, you get dollars.
- Aretha Robinson: If you want to do something to make your mama proud, promise me. Promise me you won't let nobody turn you into no cripple, you won't become no charity case, and you'll stand on your own two feet.  
Young Ray Robinson: I promise.  
Aretha Robinson: I love you, baby. I'm so proud of you.

## Prijzen en nominaties
- 2005 Academy Awards
 Gewonnen: Best Performance by an Actor in a Leading Role (Jamie Foxx) 
 Gewonnen: Best Achievement in Sound Mixing
 Genomineerd: Best Motion Picture of the Year
 Genomineerd: Best Achievement in Editing (Paul Hirsch)
 Genomineerd: Best Achievement in Directing (Taylor Hackford)
 Genomineerd: Best Achievement in Costume Design (Sharen Davis)
- 2005 BAFTA Awards
 Gewonnen: Best Performance by an Actor in a Leading Role (Jamie Foxx) 
 Gewonnen: Best Sound (Jamie Foxx) 
 Genomineerd: Anthony Asquith Award for Film Music (Craig Armstrong) 
 Genomineerd: Best Screenplay Original (James L. White)
- 2005 Golden Globes 
 Gewonnen: Best Performance by an Actor in a Motion Picture - Musical or Comedy (Jamie Foxx)
Genomineerd: Best Motion Picture - Musical or Comedy
- 2006 Grammy Awards
 Gewonnen: Best Compilation Soundtrack Album for Motion Picture, Television or Other Visual Media
 Best Score Soundtrack Album for Motion Picture, Television or Other Visual Media (Craig Armstrong)
- 2005 Satellite Awards
 Gewonnen: Best Actor in a Motion Picture - Comedy or Musical (Jamie Foxx) 
 Gewonnen: Best Actress in a Supporting Role - Comedy or Musical (Regina King) 
 Gewonnen: Best Screenplay - Original (James L. White)
 Genomineerd: Best Motion Picture, Comedy or Musical
 Genomineerd: Best Director (Taylor Hackford)
 Genomineerd: Best Actress in a Supporting Role, Comedy or Musical (Sharon Warren)
 Genomineerd: Best Actress in a Motion Picture, Comedy or Musical (Kerry Washington)